# Isaac Twum
Isaac Twum (Ghana, 14 de febrero de 1998) es un futbolista ghanés. Juega de mediocampista y su equipo actual es el Sogndal Fotball de la 1. divisjon de Noruega.

## Selección nacional
Ha sido internacional con la Selección de fútbol de Ghana en 6 ocasiones.

### Participaciones con la selección
| Torneo                           | Sede  | Resultado |
| -------------------------------- | ----- | --------- |
| Copa de Naciones de la WAFU 2017 | Ghana | Campeón   |

## Clubes
| Club                    | País    | Año           |
| ----------------------- | ------- | ------------- |
| Heart of Lions          | Ghana   | 2013-2016     |
| International Allies FC | Ghana   | 2016-2017     |
| Start                   | Noruega | 2018-2020     |
| Mjøndalen IF            | Noruega | 2020-2022     |
| Sogndal Fotball         | Noruega | 2022-presente |